# Elena Santarelli
Pour les articles homonymes, voir Santarelli.
Elena Santarelli est une actrice et mannequin italienne.

## Biographie
Elle est la nièce du footballeur Ubaldo Righetti. Elle débute dans le mannequinat puis la télévision italienne, à la Rai 1.
Le 2 juin 2014, elle épouse le joueur de football Bernardo Corradi. Le 22 juillet 2009, naît leur premier fils.

## Filmographie
- 2006 : Commediasexi d'Alessandro D'Alatri